# Ваља Лунга (Валча)
Ваља Лунга (рум. Valea Lungă) насеље је у Румунији у округу Валча у општини Станешти. Oпштина се налази на надморској висини од 266 m.

## Становништво
Према подацима из 2002. године у насељу је живело 149 становника, од којих су сви румунске националности.